# Băcești
Băcești è un comune della Romania di 4 281 abitanti, ubicato nel distretto di Vaslui, nella regione storica della Moldavia. 
Il comune è formato dall'unione di 6 villaggi: Armășeni, Băbușa, Băcești, Păltiniș, Țibăneștii-Buhlii, Vovriești.